# Thomas Otway

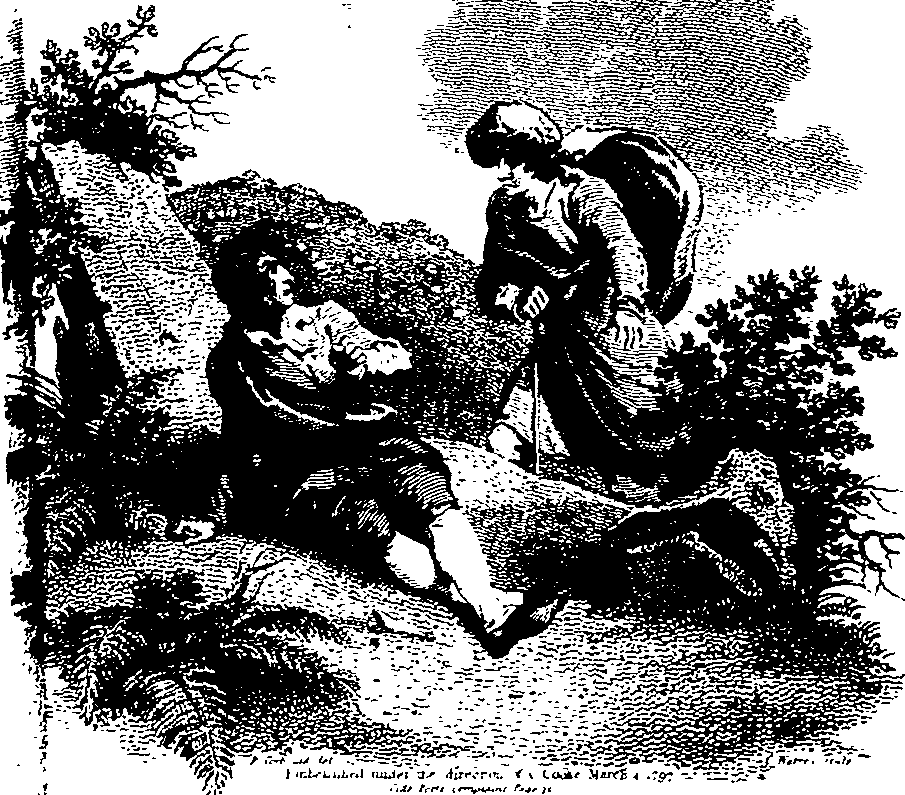
Ilustracja z dzieł poetyckich Thomasa Otwaya z 1797 roku

Thomas Otway (ur. 3 marca 1652 w Trotton koło Midhurst, zm. 14 kwietnia 1685 w Londynie) – angielski poeta i dramatopisarz doby Restauracji. Jego najbardziej znane sztuki to Don Carlos i The Orphan.

## Życiorys
Pochodził z prowincji. Był synem Humphreya Otwaya. Ukończył Winchester College i podjął studia na Uniwersytecie w Oksfordzie. Tytułu naukowego jednak nie zdobył. Pojechał do Londynu. Tam otrzymał propozycję zostania aktorem w sztuce popularnej w tym czasie dramatopisarki Aphry Behn. Z powodu nieprzezwyciężonej tremy, po pierwszym przedstawieniu porzucił myśli o aktorstwie. Związał się jednak z teatrem jako autor sztuk. Jego pierwszy dramat, rymowana tragedia Alcibiades, został wystawiony w Duke’s Theatre w Dorset Garden we wrześniu 1675. Przy okazji inscenizacji utworu, poeta zakochał się w aktorce Elizabeth Barry, która grała rolę Draxilli. Drugi dramat, Don Carlos, okazał się wielkim sukcesem. W 1677 wydał dwie sztuki adaptowane z francuskiego. Jedną z nich była Titus and Berenice, a drugą The Cheats of Scapin. W 1680 opublikował tragedię białym wierszem The Orphan. W 1682 wydał sztukę Venice Preserved, or A Plot Discover'd. Została ona przetłumaczona na najważniejsze języki europejskie. Pisał także poezje, jak The Poet’s Complaint of His Muse (1680). W 1712 ukazały się dzieła zebrane poety The Works of Mr. Thomas Otway with some account of his life and writings.